# Mammillaria schiedeana subsp. schiedeana
Mammillaria schiedeana subsp. schiedeana es una biznaga de la familia de los cactos (Cactaceae). La palabra Mammillaria viene del latín mamila, pezón o teta y de -aria, que posee, lleva, es decir significa, ‘que lleva mamilas’, refiriéndose a los tubérculos.

## Clasificación y descripción
Es una biznaga de la tribu Cacteae, familia Cactaceae. Es un cactus que tiene crecimiento simple y con el tiempo se ramifica. Es de forma globosa, de 1 a 5 cm de altura y de 2 a 5 cm de diámetro. Las protuberancias del tallo (tubérculos) son cilíndricos, de color verde oscuro y presentan jugo acuoso, el espacio entre ellos (axilas) poseen lana pilosa. Los sitios en los que se desarrollan las espinas se denominan aréolas, en esta especie tienen forma circular, con más o menos 75 a 120 espinas en la orilla (radiales), de color blanco con la base amarillenta o bien todas doradas. Las flores son pequeñas y tienen forma de embudo campanulado, miden de 13 a 17 mm de longitud y 12 a 15 mm de diámetro, son de color blanco-verdosas. Los frutos en forma de chilitos, son rojos y las semillas de color negro. Es polinizada por insectos y se dispersa por semillas.

## Distribución
Es endémica a los estados de Hidalgo, Querétaro de Arteaga, de la cuenca del río Moctezuma.

## Ambiente
Se desarrolla entre los 1300 a 1500 m s. n. m., en matorrales xerófilos.

## Estado de conservación
Debido a sus características, esta especie ha sido extraída de su hábitat para ser comercializada de manera ilegal, aunque no se tiene cuantificación del daño que esto ha producido a las poblaciones. Es endémica a México y se considera en la categoría de Amenazada (A) de la Norma Oficial Mexicana 059.  En la lista roja de la IUCN se considera Vulnerable (VU).